# Une visite médicale
Une visite médicale (en russe : Случай из практики, Sloutchaï iz praktiki) est une nouvelle d’Anton Tchekhov.

## Historique
Une visite médicale est initialement publiée dans la revue La Pensée russe, livre XII de décembre 1898. Aussi traduite en français sous le titre Visite de routine.

## Résumé
L’interne en médecine Koroliov est envoyé par son chef de service faire une visite médicale hors de Moscou, à la fabrique des cotonnades Lialikov. À la gare, on lui a envoyé un cocher. Il est accueilli à la maison par Mme Lialikov, femme âgée, veuve depuis dix-huit mois. Elle se désespère de la maladie de sa fille unique, Lisa. 
Lisa, jeune fille particulièrement laide, a des palpitations et des terreurs nocturnes. Koroliov l’examine, mais ne trouve rien de particulier. Il a l’impression d’être venu pour rien et veut repartit aussitôt, mais Mme Lialikov insiste pour le garder cette nuit-là. Koroliov dîne des mets les plus raffinés avec la gouvernante, Mlle Christine.
La nuit, ne pouvant pas dormir, il se promène autour de l’usine, réfléchit à la condition des ouvriers, aux mauvaises cotonnades produites ici pour permettre au Lialikov de manger de l’esturgeon et de boire des vins français.  Liza est malheureuse, sa mère est malheureuse, les ouvriers sont malheureux, seule Mlle Christine est heureuse dans ce lieu : serait-elle le diable ?
Puis, il discute avec Liza. Elle sait qu’elle n’est pas malade, elle souffre de solitude, et l'interne essaie de lui faire comprendre qu’elle est malade parce qu'elle sait qu’elle n’est pas dans son bon droit avec sa richesse.
Le lendemain, pour son départ, Liza a mis ses beaux habits. Est-ce un nouvel élan donné à son existence ?

## Extraits
- Koroliov à Lisa : « Allons ne pleurons plus, il ne faut pas… » En même temps il se disait : »Il serait temps de la marier… »
- « Elle devait penser qu’étant la femme la plus instruite de la maison, elle se devait de faire sans arrêt la conversation au docteur et de lui parler précisément de médecine. Cela finit par ennuyer Koroliov. »

## Les personnages
- Koroliov, interne en médecine à Moscou
- Lisa Lialikov, vingt ans,
- Mme Lialikov, dame âgée, mère de Lisa, propriétaire de la fabrique Lialikov
- Mlle Christine, gouvernante

## Édition française
- Une visite médicale, traduit par Édouard Parayre, révision de Lily Dennis, Bibliothèque de la Pléiade, éditions Gallimard, 1971  (ISBN 2 07 0106 28 4).